# Bryzgów
Bryzgów – wieś w Polsce położona w województwie mazowieckim, w powiecie przysuskim, w gminie Borkowice. Ma status sołectwa.
| SIMC    | Nazwa     | Rodzaj    |
| ------- | --------- | --------- |
| 0615397 | Kalapatów | część wsi |
| 0615405 | Pod Lasem | część wsi |

Prywatna wieś szlachecka Brzyzgów, położona była w drugiej połowie XVI wieku w powiecie radomskim województwa sandomierskiego. W latach 1975–1998 miejscowość administracyjnie należała do województwa radomskiego.
Wierni Kościoła rzymskokatolickiego należą do parafii Świętego Krzyża w Borkowicach.